# Vauvenargues, Bouches-du-Rhône
Vauvenargues là một xã ở tỉnh Bouches-du-Rhône, thuộc vùng Provence-Alpes-Côte d’Azur ở miền nam nước Pháp.